# L'amour de ma vie (canção de Billie Eilish)
"L'amour de ma vie" (estilizado em caixa alta) é uma canção da cantora-compositora estadunidense Billie Eilish, do seu terceiro álbum de estúdio Hit Me Hard and Soft, lançado através das gravadoras Darkroom e Interscope em 17 de maio de 2024. Escrito por Eilish e seu irmão Finneas O'Connell, que também produziu a faixa, é uma canção sobre o fim de um relacionamento, composta por duas partes distintas. Começa como uma melodia de jazz e soft rock, acompanhada por guitarra e estilo vocal comparável ao da cantora e compositora islandesa Laufey, antes de fazer uma transição para uma seção eletrônica baseada em batidas de EDM, sintetizadores dos anos 80 e vocais com Auto-Tune.
Uma versão estendida da segunda parte da canção, intitulada "Over Now" (estilizado em caixa alta), foi lançada em 22 de maio de 2024 como single promocional, que rendeu uma indicação ao Grammy Awards de 2025 na categoria Gravação de Pop Dance. Sem a melodia soft rock da primeira parte de "L'amour de ma vie", "Over Now" estende a batida disco presente na segunda metade da canção até alcançar a duração de 4 minutos e 31 segundos, resultando numa faixa hiperpop voltada a discoteca.